# 莫雷泰勒德马耶
莫雷泰勒德马耶（法語：Morêtel-de-Mailles，法語發音：[mɔʁɛtɛl də maj]）是法国伊泽尔省的一个旧市镇，位于该省东部，属于格勒诺布尔区。2016年1月1日，莫雷泰勒德马耶和相邻的圣皮埃尔达勒瓦尔合并为新市镇克雷昂贝勒多讷（Crêt-en-Belledonne）。

## 地理
莫雷泰勒德马耶（45°22'3"N, 6°1'0"E）面积6.71 平方千米，位于法国奥弗涅-罗讷-阿尔卑斯大区伊泽尔省，该省份为法国东南部内陆省份，北起顺时针与安省、萨瓦省、上阿尔卑斯省、德龙省、阿尔代什省、卢瓦尔省和罗讷省。
与莫雷泰勒德马耶接壤的市镇（或旧市镇、城区）包括：勒谢拉、贡斯兰、圣皮埃尔达勒瓦尔。

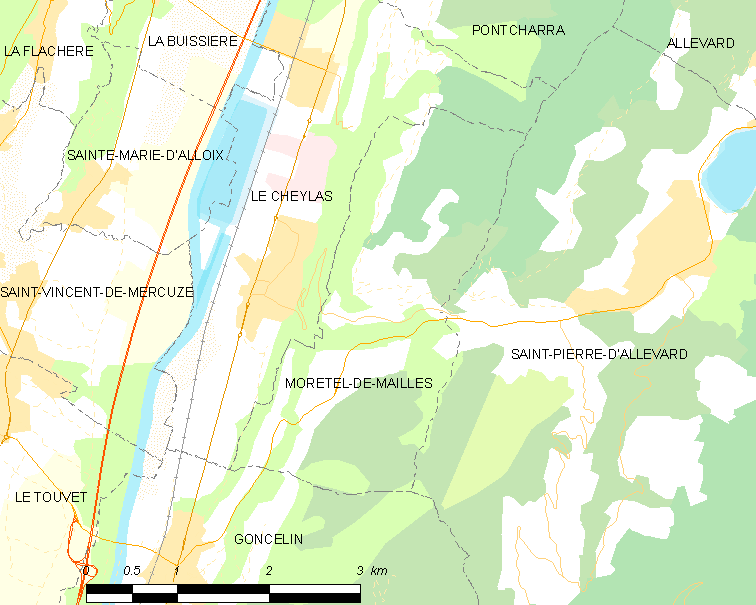
莫雷泰勒德马耶的OSM定位图

莫雷泰勒德马耶的时区为UTC+01:00、UTC+02:00（夏令时）。

## 行政
莫雷泰勒德马耶的邮政编码为38570，INSEE市镇编码为38262。

## 政治
莫雷泰勒德马耶所属的省级选区为上格雷西沃当县。

## 人口

1962-2008年间莫雷泰勒德马耶人口变化图示

莫雷泰勒德马耶于2018年1月1日时的人口数量为469人。